# اوسدورف (شلسویگ-هولشتاین)
اوسدورف (به آلمانی: Osdorf) یک شهر در آلمان است که در رندسبورگ-اکرنفورده واقع شده‌است.
 اوسدورف  ۲٬۳۳۹ نفر جمعیت دارد.